# Yekaterina Tudeguésheva
Yekaterina Nikoláyevna Tudeguésheva –en ruso, Екатерина Николаевна Тудегешева– (Rostov del Don, 30 de octubre de 1987) es una deportista rusa que compite en snowboard, especialista en las pruebas de eslalon paralelo.
Ha ganado cuatro medallas en el Campeonato Mundial de Snowboard entre los años 2007 y 2017.
Participó en tres Juegos Olímpicos de Invierno, entre los años 2006 y 2014, ocupando el quinto lugar en Turín 2006 en el eslalon gigante paralelo.

## Medallero internacional
| Campeonato Mundial | Campeonato Mundial              | Campeonato Mundial | Campeonato Mundial       |
| Año                | Lugar                           | Medalla            | Competición              |
| ------------------ | ------------------------------- | ------------------ | ------------------------ |
| 2007               | Arosa (Suiza)                   | Medalla de oro     | Eslalon gigante paralelo |
| 2009               | Hoengseong (Corea del Sur)      | Medalla de bronce  | Eslalon paralelo         |
| 2013               | Stoneham-et-Tewkesbury (Canadá) | Medalla de oro     | Eslalon paralelo         |
| 2017               | Sierra Nevada (España)          | Medalla de bronce  | Eslalon gigante paralelo |